# Mark Oldershaw
Mark Oldershaw (Burlington, 7 febbraio 1983) è un canoista canadese specializzato nella canoa.

## Carriera
Proveniente da una famiglia di canoisti, quinto membro a partecipare ad un'Olimpiade e unico a vincere una medaglia, Oldershaw ha debuttato nel 2001 ai Mondiali juniores. A causa di un tumore diagnosticatogli alla mano si è dovuto fermare per un periodo, saltando le Olimpiadi di Atene 2004. A Pechino 2008, ripresosi, non riuscì a centrare la finale.

Centrò l'obiettivo olimpico nel 2012 e nel 2015 viene scelto come portabandiera ai Giochi panamericani disputatisi a Toronto, dove conquistò un argento.

## Palmarès
| Anno | Manifestazione      | Sede           | Evento      | Risultato | Prestazione | Note |
| ---- | ------------------- | -------------- | ----------- | --------- | ----------- | ---- |
| 2008 | Giochi olimpici     | Pechino        | C-1 500m    | 7º (SF)   | 1'52"649    |      |
| 2011 | Mondiali            | Seghedino      | C-1 1.000m  | 5º        | 4'10"707    |      |
| 2012 | Giochi olimpici     | Londra         | C-1 1.000m  | Bronzo    | 3'48"502    |      |
| 2013 | Mondiali            | Duisburg       | C-1 5.000m  | Bronzo    | 22'44"535   |      |
| 2013 | Mondiali            | Duisburg       | C-1, 4x200m | Bronzo    | 2'51"579    |      |
| 2013 | Mondiali            | Duisburg       | C-1 1.000m  | 9º        | 4'37"352    |      |
| 2014 | Mondiali            | Mosca          | C-1 1.000m  | 6º        | 3'54"757    |      |
| 2014 | Mondiali            | Mosca          | C-1 5.000m  | 13º       | 25'20"283   |      |
| 2015 | Mondiali            | Milano         | C-1 1.000   | 9º        | 4'01"280    |      |
| 2015 | Giochi panamericani | Toronto        | C-1 1.000m  | Argento   | 4'09"587    |      |
| 2016 | Giochi olimpici     | Rio de Janeiro | C-1 200m    | 20º (SF)  | 43"357      |      |
| 2016 | Giochi olimpici     | Rio de Janeiro | C-1 1.000m  | 10º       | 4'06"972    |      |